# Halálozások 1983-ban
Ez a szócikk az 1983-as évben elhunyt nevezetes személyeket sorolja fel.

## December
| Dátum        | Név                      | Foglalkozás / tisztség                                                          | Kor | Forrás |
| ------------ | ------------------------ | ------------------------------------------------------------------------------- | --- | ------ |
| december 28. | Dennis Wilson            | amerikai rockzenész, a Beach Boys együttes alapító tagja                        | 039 |        |
| december 27. | William Demarest         | amerikai színész                                                                | 091 |        |
| december 25. | Horace Brown (Hal Brown) | olimpiai bajnok (1920) amerikai hosszútávfutó                                   | 085 |        |
| december 23. | Józef Andrzej Frasik     | lengyel író, költő                                                              | 073 |        |
| december 21. | Rod Cameron              | kanadai színész                                                                 | 073 |        |
| december 20. | Bill Brandt              | német-brit fotográfus, fotóriporter                                             | 079 |        |
| december 19. | Samson Fainsilber        | román-francia festő, színész                                                    | 079 |        |
| december 19. | Käte Fenchel             | német matematikus                                                               | 077 |        |
| december 14. | Sarah Afonso             | portugál festő, illusztrátor                                                    | 084 |        |
| december 13. | Leora Dana               | amerikai színésznő                                                              | 060 |        |
| december 13. | Nichita Stănescu         | román író, költő, esszéíró                                                      | 050 |        |
| december 12. | Amza Pellea              | román színész                                                                   | 052 |        |
| december 11. | Harold Stephen Black     | amerikai villamosmérnök                                                         | 085 |        |
| december 10. | Dorothy Cumming          | ausztrál-amerikai színésznő                                                     | 089 |        |
| december 10. | Michel Pêcheux           | francia filozófus és nyelvész                                                   | 045 |        |
| december 8.  | Keith Holyoake           | új-zélandi politikus, miniszterelnök (1957, 1960–1972), főkormányzó (1977–1980) | 079 |        |
| december 7.  | Fanny Cano               | mexikói színésznő                                                               | 039 |        |
| december 5.  | Paavo Jaale              | olimpiai bronzérmes (1920) finn gerelyhajító                                    | 088 |        |

## November
| Dátum        | Név                   | Foglalkozás / tisztség                                       | Kor | Forrás |
| ------------ | --------------------- | ------------------------------------------------------------ | --- | ------ |
| november 30. | Richard Llewellyn     | angol nyelvű walesi regényíró                                | 076 |        |
| november 29. | Henri Gance           | olimpiai bajnok (1920) francia súlyemelő                     | 095 |        |
| november 29. | Aage Remfeldt         | dán fotográfus és atléta                                     | 094 |        |
| november 28. | Ojārs Vācietis        | lett költő, író                                              | 050 |        |
| november 27. | Harrie Massey         | ausztrál elméleti fizikus, légkörfizikus                     | 075 |        |
| november 27. | Ángel Rama            | uruguayi író                                                 | 057 | [ 2 ]  |
| november 27. | Rosa Sabater i Parera | katalán zongoraművész és zenepedagógus                       | 054 |        |
| november 27. | Manuel Scorza         | perui költő, író                                             | 055 |        |
| november 27. | Marta Traba           | argentin-kolumbiai művészetkritikus és író                   | 053 |        |
| november 26. | Toma Petre Ghițulescu | román geológus, geofizikus, politikus és bobversenyző        | 081 |        |
| november 20. | Marcel Dalio          | francia színész                                              | 083 | [ 3 ]  |
| november 20. | Kristmann Guðmundsson | izlandi író                                                  | 082 |        |
| november 19. | Rein van Bemmelen     | holland geológus                                             | 079 |        |
| november 16. | Janete Clair          | brazil író, rádiós- és televíziós sorozatokat készítő szerző | 058 |        |
| november 15. | Marc Bernard          | Goncourt-díjas francia író                                   | 083 |        |
| november 15. | John Le Mesurier      | angol színész                                                | 071 |        |
| november 11. | Josef Effenberger     | olimpiai ezüstérmes (1928) cseh tornász                      | 082 |        |
| november 11. | José Villanueva       | olimpiai bronzérmes (1932) Fülöp-szigeteki ökölvívó          | 070 |        |
| november 10. | Carl Erik Soya        | dán író, drámaíró                                            | 087 |        |
| november 10. | Franco Trincavelli    | olimpiai bajnok (1956) olasz evezős                          | 048 |        |
| november 7.  | Ion Jalea             | román szobrász, éremművész                                   | 096 |        |
| november 6.  | Humberto Mauro        | brazil filmrendező                                           | 086 |        |
| november 3.  | May Picqueray         | francia újságíró, ellenálló, anarchista aktivista            | 084 |        |

## Október
| Dátum       | Név                              | Foglalkozás / tisztség                                  | Kor | Forrás                                                      |
| ----------- | -------------------------------- | ------------------------------------------------------- | --- | ----------------------------------------------------------- |
| október 31. | Dora Jacobsohn                   | német-svéd fiziológus, endokrinológus                   | 075 |                                                             |
| október 29. | Sten Broman                      | svéd zeneszerző, karmester, zenepedagógus, zenekritikus | 081 |                                                             |
| október 29. | Ana Cristina Cesar               | brazil költő, irodalomkritikus, műfordító               | 031 |                                                             |
| október 28. | Pol Swings                       | belga asztrofizikus                                     | 077 |                                                             |
| október 24. | Elie Carafoli                    | román repülőgép-tervező mérnök                          | 082 |                                                             |
| október 22. | Erich Schmid                     | osztrák fizikus                                         | 087 |                                                             |
| október 21. | Gregory Wannier                  | svájci fizikus                                          | 071 |                                                             |
| október 20. | Merle Travis                     | amerikai countryzenész és -énekes                       | 065 |                                                             |
| október 19. | Carel Willink                    | holland festő                                           | 083 |                                                             |
| október 18. | Barbara Karinska                 | ukrán-amerikai jelmeztervező                            | 097 |                                                             |
| október 16. | Harish-Chandra                   | indiai-amerikai matematikus                             | 060 |                                                             |
| október 16. | Ernst Kyburz                     | olimpiai bajnok (1928) svájci birkózó                   | 085 |                                                             |
| október 16. | Willi Ritschard                  | svájci politikus, a Szövetségi Tanács elnöke (1978)     | 065 |                                                             |
| október 15. | Joseph Edward Mayer              | amerikai kémikus                                        | 079 |                                                             |
| október 15. | Pat O'Brien                      | ír származású amerikai színész                          | 083 |                                                             |
| október 15. | James Workman                    | olimpiai bajnok (1928) amerikai evezős                  | 075 |                                                             |
| október 10. | Ralph Richardson                 | angol színész                                           | 080 |                                                             |
| október 8.  | Joan Hackett                     | amerikai színésznő                                      | 049 |                                                             |
| október 5.  | Václav Jan Staněk                | cseh mikológus, botanikus, zoológus, fotográfus         | 076 |                                                             |
| október 5.  | Earl Tupper                      | amerikai feltaláló és üzletember                        | 076 |                                                             |
| október 3.  | Andrés Córdova                   | ecuadori politikus, államelnök (1939–1940)              | 091 |                                                             |
| október 1.  | Marjorie Elizabeth Jane Chandler | brit paleobotanikus                                     | 086 |                                                             |
| október 1.  | Marián Čunderlík                 | szlovák festő, grafikus, illusztrátor                   | 057 | Archiválva 2021. január 23-i dátummal a Wayback Machine-ben |
| október 1.  | Johan Richthoff                  | olimpiai bajnok (1928, 1932) svéd birkózó               | 085 |                                                             |

## Szeptember
| Dátum          | Név                       | Foglalkozás / tisztség                                                                          | Kor | Forrás                                                       |
| -------------- | ------------------------- | ----------------------------------------------------------------------------------------------- | --- | ------------------------------------------------------------ |
| szeptember 29. | Edvīns Bietags            | olimpiai ezüstérmes (1936) lett birkózó                                                         | 075 | Archiválva 2020. október 10-i dátummal a Wayback Machine-ben |
| szeptember 27. | Tino Rossi                | francia énekes és színész                                                                       | 076 | [ 4 ]                                                        |
| szeptember 26. | Bjørn Rongen              | norvég író, gyermekkönyvíró                                                                     | 077 |                                                              |
| szeptember 25. | Kurt Symanzik             | Max Planck-érmes német fizikus                                                                  | 059 |                                                              |
| szeptember 25. | Gunnar Thoroddsen         | izlandi politikus, miniszterelnök (1980–1983)                                                   | 072 |                                                              |
| szeptember 23. | Szolem Mandelbrojt        | francia matematikus                                                                             | 084 |                                                              |
| szeptember 21. | Xavier Zubiri             | spanyol filozófus                                                                               | 084 | [ 6 ]                                                        |
| szeptember 18. | Friedrich Heer            | osztrák író, kultúrtörténész                                                                    | 067 |                                                              |
| szeptember 18. | Roy Milton                | amerikai énekes, dobos, zenekarvezető                                                           | 076 |                                                              |
| szeptember 16. | Horia Lovinescu           | román drámaíró, forgatókönyvíró                                                                 | 066 |                                                              |
| szeptember 13. | Vladimír Šmilauer         | cseh nyelvész                                                                                   | 087 |                                                              |
| szeptember 12. | Sabin Carr                | olimpiai bajnok (1928) amerikai atléta                                                          | 079 | [ 7 ]                                                        |
| szeptember 12. | Roman Sikorski            | lengyel matematikus                                                                             | 063 |                                                              |
| szeptember 11. | František Kutnar          | cseh történész                                                                                  | 079 |                                                              |
| szeptember 10. | John Vorster              | dél-afrikai politikus, miniszterelnök (1966–1978), köztársasági elnök (1978–1979)               | 067 |                                                              |
| szeptember 8.  | Antonin Magne             | francia kerékpárversenyző                                                                       | 079 |                                                              |
| szeptember 7.  | Boris Hagelin             | svéd matematikus, mérnök, feltaláló, kriptográfus                                               | 091 |                                                              |
| szeptember 4.  | Nekoda Kacutosi           | olimpiai bajnok (1972) japán röplabdázó                                                         | 039 |                                                              |
| szeptember 3.  | Derek John de Solla Price | brit fizikus, tudománytörténész, a tudományos teljesítmény mérése elméletének egyik megalkotója | 061 |                                                              |
| szeptember 3.  | Piero Sraffa              | olasz közgazdász                                                                                | 085 |                                                              |

## Augusztus
| Dátum         | Név                               | Foglalkozás / tisztség                                     | Kor | Forrás                                                      |
| ------------- | --------------------------------- | ---------------------------------------------------------- | --- | ----------------------------------------------------------- |
| augusztus 28. | François Kraut                    | osztrák-magyar származású francia geológus                 | 076 |                                                             |
| augusztus 26. | Margaret Rock                     | brit matematikus és kriptoanalitikus                       | 080 | Archiválva 2021. február 8-i dátummal a Wayback Machine-ben |
| augusztus 24. | Jerzy Edigey                      | lengyel író                                                | 071 |                                                             |
| augusztus 24. | Kalevi Kotkas                     | Európa-bajnok (1934) finn magasugró                        | 070 |                                                             |
| augusztus 24. | Pentti Saarikoski                 | finn költő, író, műfordító                                 | 045 |                                                             |
| augusztus 21. | Gene Force                        | amerikai autóversenyző                                     | 067 |                                                             |
| augusztus 19. | Břetislav Benda                   | cseh szobrász                                              | 086 |                                                             |
| augusztus 19. | Octav Onicescu                    | román matematikus                                          | 090 |                                                             |
| augusztus 17. | Ira Gershwin                      | amerikai dalszövegíró, George Gershwin zeneszerző testvére | 086 |                                                             |
| augusztus 16. | Miquel Crusafont i Pairó          | katalán őslénykutató                                       | 072 | [ 8 ]                                                       |
| augusztus 16. | René Duverger                     | olimpiai bajnok (1932) francia súlyemelő                   | 072 |                                                             |
| augusztus 14. | Arthur Mole                       | angliai születésű amerikai fotográfus                      | 094 | Archiválva 2020. július 8-i dátummal a Wayback Machine-ben  |
| augusztus 14. | Alfred Rust                       | német régész                                               | 083 |                                                             |
| augusztus 14. | Irena Szydłowska                  | olimpiai ezüstérmes (1972) lengyel íjász                   | 055 |                                                             |
| augusztus 13. | Leo Haas                          | német festő, grafikus, karikaturista                       | 082 |                                                             |
| augusztus 13. | Zdeněk Liška                      | cseh zeneszerző, filmzeneszerző                            | 061 | [ 9 ]                                                       |
| augusztus 10. | José Baptista Pinheiro de Azevedo | portugál politikus, miniszterelnök (1975–1976)             | 066 |                                                             |
| augusztus 6.  | Klaus Nomi                        | német énekes                                               | 039 |                                                             |
| augusztus 5.  | Bart Bok (Bart Jan Bok)           | holland-amerikai csillagász                                | 077 |                                                             |
| augusztus 5.  | Joan Robinson                     | brit közgazdász                                            | 079 |                                                             |
| augusztus 3.  | Jan Brzękowski                    | lengyel költő, író, irodalomkritikus                       | 079 |                                                             |
| augusztus 3.  | Carolyn Jones                     | amerikai színésznő                                         | 053 |                                                             |
| augusztus 2.  | James Jamerson                    | amerikai basszusgitáros                                    | 047 |                                                             |

## Július
| Dátum      | Név                      | Foglalkozás / tisztség                                                        | Kor | Forrás                                                          |
| ---------- | ------------------------ | ----------------------------------------------------------------------------- | --- | --------------------------------------------------------------- |
| július 31. | Eva Pawlik               | olimpiai ezüstérmes (1948) osztrák műkorcsolyázó                              | 055 |                                                                 |
| július 30. | Lynn Fontanne            | amerikai színésznő                                                            | 095 |                                                                 |
| július 29. | Burrill Bernard Crohn    | amerikai gasztroenterológus                                                   | 099 |                                                                 |
| július 29. | Carlo Orlandi            | olimpiai bajnok (1928) olasz ökölvívó                                         | 073 |                                                                 |
| július 28. | Elizabeth C. Crosby      | amerikai neuro-anatómus                                                       | 094 |                                                                 |
| július 24. | Eberhard Hopf            | osztrák-német-amerikai matematikus                                            | 081 |                                                                 |
| július 21. | Norman Holter            | amerikai biofizikus, feltaláló                                                | 069 |                                                                 |
| július 21. | Kjell Lynau              | norvég újságíró, fotóriporter                                                 | 061 |                                                                 |
| július 21. | Radovan Richta           | cseh filozófus, szociológus                                                   | 059 |                                                                 |
| július 19. | Alexia Bryn              | olimpiai ezüstérmes (1920) norvég műkorcsolyázó                               | 094 |                                                                 |
| július 19. | Cecil Reginald Burch     | brit fizikus és mérnök                                                        | 082 |                                                                 |
| július 19. | Erik Ode                 | német színész, filmrendező                                                    | 072 |                                                                 |
| július 16. | Jaroslav Krombholc       | cseh karmester és zeneszerző                                                  | 065 |                                                                 |
| július 16. | Michel Micombero         | burundiai politikus, katonatiszt, miniszterelnök (1966), diktátor (1966–1976) | 042 | –                                                               |
| július 15. | Ethel Zoe Bailey         | amerikai botanikus                                                            | 093 | [ 10 ]                                                          |
| július 13. | Prókai István            | színész, színházigazgató                                                      | 062 |                                                                 |
| július 13. | Gabrielle Roy            | kanadai francia nyelvű írónő                                                  | 074 |                                                                 |
| július 12. | Ernst Gabor Straus       | német-amerikai matematikus                                                    | 061 |                                                                 |
| július 12. | Chris Wood               | angol rockzenész, a Traffic együttes alapító tagja                            | 039 |                                                                 |
| július 10. | Estrellita Castro        | spanyol színésznő, énekesnő                                                   | 075 |                                                                 |
| július 10. | Wolfgang Lukschy         | német színész                                                                 | 077 |                                                                 |
| július 10. | Werner Egk               | német zeneszerző                                                              | 082 |                                                                 |
| július 8.  | David E. Green           | amerikai biokémikus                                                           | 072 |                                                                 |
| július 7.  | Adalberts Bubenko        | olimpiai bronzérmes (1936) lett távgyalogló                                   | 073 | Archiválva 2015. szeptember 23-i dátummal a Wayback Machine-ben |
| július 7.  | Joseph P. LaSalle        | amerikai matematikus                                                          | 067 |                                                                 |
| július 7.  | Søren Hjorth Nielsen     | dán festő és grafikus                                                         | 081 |                                                                 |
| július 5.  | María Angélica Berea     | argentin sakkozó                                                              | 069 |                                                                 |
| július 5.  | Harry James              | amerikai dzsessztrombitás                                                     | 067 |                                                                 |
| július 5.  | Václav Trojan            | cseh zeneszerző és zenepedagógus                                              | 076 |                                                                 |
| július 5.  | Irena Turkevycz-Martynec | ukrán-kanadai operaénekes                                                     | 083 | –                                                               |
| július 4.  | Daniele Amfitheatrof     | orosz-amerikai-olasz zeneszerző                                               | 081 |                                                                 |
| július 2.  | Bartolomej Urbanec       | szlovák zeneszerző és karmester                                               | 064 |                                                                 |

## Június
| Dátum      | Név                      | Foglalkozás / tisztség                          | Kor | Forrás |
| ---------- | ------------------------ | ----------------------------------------------- | --- | ------ |
| június 28. | Elżbieta Katolik         | Európa-bajnok (1974) lengyel középtávfutó       | 033 |        |
| június 27. | Vincent Gallagher        | olimpiai bajnok (1920) amerikai evezős          | 084 |        |
| június 26. | Concha Meléndez          | Puerto Rico-i tanár, költő, író                 | 088 |        |
| június 25. | Alberto Ginastera        | argentin zeneszerző, zenepedagógus              | 067 |        |
| június 25. | Oddbjørn Hagen           | olimpiai bajnok (1936) norvég sífutó            | 075 |        |
| június 24. | Hans Neuburg             | svájci grafikus, tipográfus, formatervező       | 079 |        |
| június 23. | Giovanni Plazzer         | olimpiai ezüstérmes (1932) olasz evezős         | 083 |        |
| június 23. | Osvaldo Dorticós Torrado | kubai politikus, köztársasági elnök (1959–1976) | 064 |        |
| június 22. | David MacDonald          | skót forgatókönyvíró, filmrendező, producer     | 079 |        |
| június 17. | Miron Białoszewski       | lengyel költő, író, drámaíró, színész           | 060 |        |
| június 17. | Peter Mennin             | amerikai zeneszerző                             | 060 |        |
| június 16. | Jean Majerus             | luxemburgi kerékpárversenyző                    | 069 |        |
| június 14. | Alekszej Szurkov         | szovjet-orosz költő                             | 083 |        |
| június 9.  | Weisz Tibor              | szlovákiai magyar zoológus, entomológus         | 069 |        |
| június 8.  | John Lintner             | amerikai közgazdász                             | 067 |        |
| június 6.  | Marcelle Auclair         | francia, újságíró- írónő                        | 083 |        |
| június 5.  | Stanley Stanyar          | olimpiai bronzérmes (1932) kanadai evezős       | 077 |        |
| június 2.  | Zbigniew Korosadowicz    | lengyel földrajztudós, hegymászó                | 075 |        |

## Május
| Dátum     | Név                    | Foglalkozás / tisztség                                      | Kor | Forrás                                                      |
| --------- | ---------------------- | ----------------------------------------------------------- | --- | ----------------------------------------------------------- |
| május 31. | Jack Dempsey           | amerikai ökölvívó                                           | 087 |                                                             |
| május 29. | Arvīds Pelše           | szovjet-lett politikus, történész                           | 084 |                                                             |
| május 27. | Lilita Bērziņa         | lett színésznő                                              | 079 |                                                             |
| május 27. | Józef Lejtes           | lengyel forgatókönyvíró, filmrendező                        | 081 |                                                             |
| május 25. | Necip Fazıl Kısakürek  | török költő író, muszlim ideológus, filozófus               | 078 |                                                             |
| május 24. | Fritz Sauter           | osztrák-német fizikus                                       | 076 |                                                             |
| május 23. | George Bruns           | amerikai filmzeneszerző                                     | 068 |                                                             |
| május 21. | Earlene Brown          | olimpiai bronzérmes (1960) amerikai súlylökő                | 047 |                                                             |
| május 21. | Kenneth Clark          | angol művészettörténész, múzeumigazgató                     | 079 |                                                             |
| május 21. | Eric Hoffer            | amerikai morál- és társadalomfilozófus                      | 080 |                                                             |
| május 19. | Carlheinz Neumann      | olimpiai bajnok (1932) német evezős                         | 077 |                                                             |
| május 19. | Eugen Pauliny          | szlovák nyelvész, nyelvtörténész                            | 070 | Archiválva 2015. április 2-i dátummal a Wayback Machine-ben |
| május 19. | Jean Rey               | belga politikus, az Európai Bizottság elnöke (1967–1970)    | 080 |                                                             |
| május 18. | Frank Aiken            | ír foradalmár és politikus, miniszter                       | 085 |                                                             |
| május 17. | Victor Halperin        | amerikai színész, színház- és filmrendező, forgatókönyvíró  | 087 |                                                             |
| május 16. | Edouard Zeckendorf     | belga orvos, matematikus, katonatiszt                       | 082 |                                                             |
| május 14. | Fjodor Abramov         | szovjet-orosz író, irodalomkritikus                         | 063 |                                                             |
| május 14. | Miguel Alemán Valdés   | mexikói politikus, köztársasági elnök (1946–1952)           | 080 |                                                             |
| május 14. | Leonard Read           | amerikai libertariánus közgazdász                           | 084 |                                                             |
| május 13. | Otto Heckmann          | német csillagász                                            | 081 |                                                             |
| május 11. | Zenna Henderson        | amerikai sci-fi író                                         | 065 |                                                             |
| május 8.  | John Fante             | amerikai író                                                | 074 |                                                             |
| május 7.  | John Masters           | brit író és katonatiszt a Brit Indiai Hadseregben           | 068 |                                                             |
| május 7.  | Romhányi József        | író, költő, műfordító, érdemes művész                       | 062 |                                                             |
| május 6.  | Kai Winding            | dán–amerikai dzsesszzenész és -zeneszerző                   | 060 |                                                             |
| május 5.  | John Williams          | angol színész                                               | 080 |                                                             |
| május 3.  | Armando José Fernandes | portugál zeneszerző, zongoraművész, zenepedagógus           | 076 |                                                             |
| május 2.  | Ernesto de la Guardia  | panamai közgazdász, politikus, az ország elnöke (1956–1960) | 078 |                                                             |
| május 1.  | Thomas Maxwell Harris  | angol botanikus                                             | 080 |                                                             |
| május 1.  | George Hodgson         | olimpiai bajnok (1912) kanadai úszó                         | 089 |                                                             |
| május 1.  | Joseph Ruttenberg      | orosz-zsidó származású amerikai fotóriporter és operatőr    | 093 |                                                             |

## Április
| Dátum       | Név                      | Foglalkozás / tisztség                                             | Kor | Forrás |
| ----------- | ------------------------ | ------------------------------------------------------------------ | --- | ------ |
| április 30. | George Balanchine        | grúz származású orosz–amerikai balett-koreográfus                  | 079 |        |
| április 30. | Joel Henry Hildebrand    | amerikai kémikus, fizikokémikus, a nem-elektrolit-oldatok kutatója | 101 |        |
| április 28. | Fritz Luchsinger         | svájci hegymászó                                                   | 062 |        |
| április 26. | Bronisław Kaper          | lengyel-amerikai film- és musical-zeneszerző                       | 081 |        |
| április 25. | Salmah binti Ismail      | szingapúri-maláj színész- és énekesnő                              | 048 |        |
| április 23. | Paľo Bielik              | szlovák színész, filmrendező                                       | 072 |        |
| április 23. | Anita Blanch             | mexikói színésznő                                                  | 072 |        |
| április 23. | Buster Crabbe            | olimpiai bajnok (1932) amerikai úszó és színész                    | 075 |        |
| április 23. | Finn Salomonsen          | dán ornitológus                                                    | 074 | [ 13 ] |
| április 23. | Povilas Vaitonis         | litván-kanadai sakkozó                                             | 071 |        |
| április 22. | Earl Hines               | amerikai dzsesszzongorista, és zenekarvezető                       | 079 | [ 14 ] |
| április 22. | Lamberto Maggiorani      | olasz színész                                                      | 073 |        |
| április 20. | Pedro Quartucci          | olimpiai bronzérmes (1924) argentin ökölvívó, színész              | 077 |        |
| április 17. | Philip Dee               | brit atomfizikus                                                   | 079 |        |
| április 17. | Felix Pappalardi         | amerikai dalszerző, énekes, zenei producer                         | 043 |        |
| április 15. | Illyés Gyula             | háromszoros Kossuth-díjas költő, író, drámaíró, műfordító          | 080 |        |
| április 15. | Dragan Plamenac          | horvát zeneszerző, muzikológus                                     | 088 |        |
| április 14. | Nyina Dumbadze           | olimpiai bronzérmes (1952) szovjet diszkoszvető                    | 064 |        |
| április 14. | Elisabeth Lutyens        | brit zeneszerző                                                    | 076 |        |
| április 13. | Gloria Marín             | mexikói színésznő                                                  | 063 |        |
| április 12. | Desmond Bagley           | angol újságíró, író                                                | 059 |        |
| április 12. | Pierre Richard-Willm     | francia színész                                                    | 087 |        |
| április 7.  | Gavin Gordon             | amerikai színész                                                   | 082 |        |
| április 4.  | Jan de Bruine            | olimpiai ezüstérmes (1936) holland lovas                           | 079 |        |
| április 4.  | Jacqueline Logan         | amerikai színésznő                                                 | 081 |        |
| április 4.  | Kārlis Šteins            | szovjet-lett csillagász                                            | 071 |        |
| április 3.  | Aleksander Ścibor-Rylski | lengyel író, rendező                                               | 055 |        |

## Március
| Dátum       | Név                   | Foglalkozás / tisztség                             | Kor | Forrás |
| ----------- | --------------------- | -------------------------------------------------- | --- | ------ |
| március 31. | Howard Hayes Scullard | brit ókortörténész                                 | 080 |        |
| március 30. | Lisette Model         | ausztriai születésű amerikai fotográfus            | 081 |        |
| március 28. | Suzanne Belperron     | francia ékszertervező                              | 082 |        |
| március 28. | Walter Reisch         | osztrák-amerikai filmrendező és forgatókönyvíró    | 079 |        |
| március 27. | Jānis Ivanovs         | lett zeneszerző, zenepedagógus                     | 076 |        |
| március 27. | Hanna Malewska        | lengyel író, publicista, lapszerkesztő             | 071 |        |
| március 26. | Ernest Riedel         | olimpiai bronzérmes (1936) amerikai kenus          | 081 |        |
| március 25. | Walter Pagel          | német-brit patológus és orvostudomány-történész    | 084 |        |
| március 24. | Bohumil Šternberk     | cseh csillagász                                    | 086 |        |
| március 20. | Thure Ahlqvist        | olimpiai ezüstérmes (1932) svéd ökölvívó           | 075 |        |
| március 18. | Henryk Budziński      | olimpiai bronzérmes (1932) lengyel evezős          | 078 |        |
| március 17. | Gigi Gryce            | amerikai dzsesszszaxofonos                         | 057 |        |
| március 16. | Ernie Royal           | amerikai dzsessztrombitás                          | 061 |        |
| március 15. | Tyge W. Böcher        | dán botanikus                                      | 073 |        |
| március 15. | Oldřich Nový          | cseh színész, rendező, drámaíró                    | 083 |        |
| március 15. | Josep Lluís Sert      | spanyol-katalán építész és várostervező            | 080 |        |
| március 15. | Rebecca West          | brit író, újságíró, irodalomkritikus               | 090 |        |
| március 14. | Maurice Ronet         | francia színész és filmrendező                     | 055 |        |
| március 13. | Louison Bobet         | francia kerékpárversenyző                          | 058 |        |
| március 13. | Bohumil Durdis        | olimpiai bronzérmes (1924) cseh súlyemelő          | 080 |        |
| március 10. | Paul Géraldy          | francia költő, drámaíró                            | 098 |        |
| március 8.  | Odd Lundberg          | olimpiai ezüstérmes (1948) norvég gyorskorcsolyázó | 065 |        |
| március 7.  | Lutz Eigendorf        | keletnémet válogatott német labdarúgó              | 026 |        |
| március 6.  | Cathy Berberian       | amerikai operaénekesnő és zeneszerző               | 057 |        |
| március 5.  | Sady Zañartu          | chilei író                                         | 089 |        |
| március 1.  | Ojārs Ābols           | lett festő és művészetkritikus                     | 060 |        |

## Február
| Dátum       | Név                 | Foglalkozás / tisztség                         | Kor | Forrás |
| ----------- | ------------------- | ---------------------------------------------- | --- | ------ |
| február 28. | Magdalena Rădulescu | román festő                                    | 081 | –      |
| február 25. | Mignon Anderson     | amerikai színésznő                             | 090 |        |
| február 22. | Mieczysław Jastrun  | lengyel költő, műfordító                       | 079 | [ 16 ] |
| február 22. | Romain Maes         | belga kerékpárversenyző                        | 070 |        |
| február 22. | Paolo Pedretti      | olimpiai bajnok (1932) olasz kerékpárversenyző | 077 |        |
| február 21. | Emil Kotrba         | cseh festő és grafikus                         | 070 |        |
| február 21. | Marie Mosquini      | amerikai színésznő                             | 083 |        |
| február 21. | Jaroslav Svojše     | cseh ifjúsági író, eszperantista               | 062 |        |
| február 19. | Otto Basil          | osztrák író, publicista, újságíró              | 081 |        |
| február 19. | Jardel Filho        | brazil színész                                 | 055 |        |
| február 19. | Marcello Mascherini | olasz szobrász és szcenográfus                 | 076 |        |
| február 19. | Alice White         | amerikai színésznő                             | 078 |        |
| február 18. | Leopold Godowsky    | amerikai kémikus, feltaláló és hegedűművész    | 082 |        |
| február 15. | Waldeck Rochet      | francia politikus, a Kommunista Párt főtitkára | 077 |        |
| február 14. | Lina Radke          | olimpiai bajnok (1928) német középtávfutó      | 079 |        |
| február 14. | Ludwig Rellstab     | német sakkozó                                  | 078 |        |
| február 13. | Pavol Poljak        | szlovák fotográfus                             | 071 |        |
| február 10. | Elith Pio           | dán színész                                    | 095 |        |
| február 8.  | Harry Boot          | angol fizikus, a magnetron egyik kifejlesztője | 065 |        |
| február 7.  | Alfonso Calzolari   | olasz kerékpárversenyző                        | 095 |        |
| február 4.  | Karen Carpenter     | amerikai zenész, énekes, (The Carpenters)      | 032 |        |
| február 3.  | Josephine Dunn      | amerikai színésznő                             | 076 |        |
| február 1.  | Milada Součková     | cseh író, irodalomtörténész, nyelvész          | 084 |        |

## Január
| Dátum      | Név                         | Foglalkozás / tisztség                                                         | Kor | Forrás |
| ---------- | --------------------------- | ------------------------------------------------------------------------------ | --- | ------ |
| január 30. | Fritz Machlup               | osztrák-amerikai közgazdász                                                    | 080 |        |
| január 28. | Bryher                      | angol költő, író, szerkesztő                                                   | 088 |        |
| január 28. | Frank Forde                 | ausztrál politikus, miniszterelnök (1945)                                      | 092 |        |
| január 28. | Chianca de Garcia           | portugál újságíró, drámaíró, filmrendező                                       | 084 |        |
| január 28. | Edward Lawry Norton         | amerikai villamosmérnök, a Norton-tétel megalkotója                            | 084 |        |
| január 27. | Louis de Funès              | francia színész, komikus                                                       | 068 |        |
| január 27. | Higinio Morínigo            | paraguayi politikus, köztársasági elnök (1941–1948)                            | 086 |        |
| január 24. | George Cukor                | Oscar-díjas magyar származású amerikai filmrendező                             | 083 |        |
| január 23. | Marcolino Gomes Candau      | brazil orvos, az Egészségügyi Világszervezet főigazgatója (1953–1973)          | 071 | [ 17 ] |
| január 22. | José Adriano Pequito Rebelo | portugál publicista, politikus                                                 | 090 |        |
| január 21. | Dana Medřická               | cseh színésznő                                                                 | 062 |        |
| január 19. | Don Costa                   | amerikai karmester és zenei producer                                           | 057 |        |
| január 18. | Vernon Bartlett             | brit újságíró és politikus                                                     | 088 |        |
| január 18. | Arturo Umberto Illia        | argentin orvos, politikus, köztársasági elnök (1963–1966)                      | 082 |        |
| január 16. | Vladimir Bakarić            | jugoszláv-horvát politikus                                                     | 070 |        |
| január 15. | Maxwell Eley (Charles Eley) | olimpiai bajnok (1924) angol evezős                                            | 080 |        |
| január 13. | Barry Galbraith             | amerikai dzsesszgitáros                                                        | 063 |        |
| január 12. | Frédérique Petrides         | belga-amerikai karmester és hegedűművész                                       | 079 |        |
| január 12. | Nyikolaj Podgornij          | ukrán származású politikus, a Szovjetunió Legfelső Tanácsa Elnökségének elnöke | 079 | [ 18 ] |
| január 12. | Joseph Rampal               | francia fuvolaművész                                                           | 087 |        |
| január 9.  | Jarmila Kröschlová          | cseh táncosnő és koreográfus                                                   | 089 |        |
| január 7.  | Amy Hodgson                 | új-zélandi botanikus                                                           | 094 |        |
| január 7.  | Rudolf Wolters              | német építész, várostervező                                                    | 079 |        |